# El festín de Satanás
El festín de Satanás es una película de Argentina dirigida por Ralph Pappier sobre el guion de Roberto Gil según la obra Miércoles Santo, de Manuel Gálvez que se estrenó el 30 de enero de 1958 y que tuvo como protagonistas a Antonio Vilar, Tilda Thamar, George Rigaud, Irma Córdoba y Luis Arata.

## Sinopsis
Los males de y los malos de la gran ciudad. Personajes intrigantes, vengativos, delincuentes, adúlteros.

## Reparto
- Antonio Vilar
- Tilda Thamar
- George Rigaud
- Luis Arata
- Irma Córdoba
- Pedro Maratea
- Pedro Quartucci
- Norma Giménez
- Augusto Codecá
- Ricardo Passano
- Mayra Duhalde
- Raúl del Valle
- Dora Ferreiro
- Nino Persello
- Margarita Corona
- Cayetano Biondo
- Vicky Astori
- Oscar Villa
- Carlos Fioriti
- Max Citelli
- Eduardo de Labar
- Carlos Perelli
- Max Citelli

## Comentarios
Vicente Thomas escribió:

”Los interiores en que se desarrolló este drama preciosista y convencional con pretensiones simbólicas y los personajes que en ellos dejan en libertad sus pasiones son tan falsos los unos como los otros.”

La Nación opinó:

”Melodramatismo excesivo.”

Manrupe y Portela escriben:

”Recargado dramón plagado de sobreactuación.”